# Partnerstwo publiczno-prywatne
Partnerstwo publiczno-prywatne, w skrócie PPP (ang. public-private partnership) – forma współpracy między podmiotami publicznymi a sektorem prywatnym, których celem jest poprawa realizacji inwestycji w projekty infrastrukturalne lub inne rodzaje operacji realizujących usługi publiczne, poprzez dzielenie ryzyka, wspólne korzystanie ze specjalistycznej wiedzy sektora prywatnego lub dodatkowe źródła kapitału.
Partnerstwo obejmować może takie dziedziny jak np. budownictwo mieszkań na wynajem, centra sportowo-rekreacyjne, parkingi, szkoły, siedziby władz publicznych czy gospodarka komunalna, ale również budowa dróg i autostrad, portów czy lotnisk.

## Charakterystyka
PPP to przedsięwzięcia realizowane w oparciu o umowę długoterminową zawartą pomiędzy podmiotem publicznym a podmiotem prywatnym, której celem jest stworzenie składników infrastruktury umożliwiającej świadczenie usług o charakterze publicznym. Fundamentem powyższej definicji jest więc wspólnota działań sektora publicznego i prywatnego – stworzona po to, by obaj partnerzy mogli jak najlepiej realizować cele, do których zostali powołani. Zadaniem partnera publicznego jest bowiem świadczenie usług publicznych, do czego obliguje go prawo, natomiast partner prywatny ma prowadzić działalność gospodarczą i osiągać zyski.
PPP nie jest więc prywatyzacją działań władzy publicznej. Nie zwalnia władzy publicznej z obowiązku świadczenia usług o charakterze publicznym. PPP zastępuje proces prywatyzacji. Oddzieleniu od siebie ulega domena działań gospodarczych oraz domena odpowiedzialności polityczno-prawnej. Sprywatyzowana zostaje jedynie działalność gospodarcza: budowa, finansowanie, eksploatacja i zarządzanie przedsięwzięciem inwestycyjnym. Dostępność usług oraz ich jakość pozostaje nadal w obszarze odpowiedzialności władzy publicznej. PPP jest więc połączeniem działań władzy publicznej oraz prywatnego kapitału na rzecz realizacji zadań, które pozostawały dotychczas w domenie działalności władzy publicznej. Podział kompetencji przy realizacji zadań publicznych na kompetencje gospodarcze i polityczne oraz przypisanie ich odpowiednio partnerom prywatnym i władzom publicznym polega na przydzieleniu właściwych obu stronom umiejętności, dając tym samym szansę (przy podobnych, a czasem mniejszych nakładach) na zwiększenie wolumenu świadczonych usług publicznych oraz zwiększenie efektywności ich wytwarzania.
Rodzaje umów (formy współpracy):
1. Eksploatacja i utrzymanie
2. Projektowanie i budowa
3. Projektowanie, budowa i eksploatacja
4. Rozbudowa „wokół bazy”
5. Dzierżawa i sprzedaż
6. Okresowa prywatyzacja
7. Dzierżawa (sprzedaż), modernizacja i eksploatacja
8. Budowa, eksploatacja i przekazanie
9. Budowa, przekazanie i eksploatacja
10. Projektowanie, budowa, finansowanie i eksploatacja

PPP jest jedną z metod realizacji przedsięwzięcia budowlanego.

## Partnerstwo publiczno-prywatne w Polsce
Zgodnie z ustawą z dnia 19 grudnia 2008 r. o partnerstwie publiczno-prywatnym (Dz.U. z 2023 r. poz. 1637) przez umowę o partnerstwie publiczno-prywatnym partner prywatny zobowiązuje się do realizacji przedsięwzięcia za wynagrodzeniem oraz poniesienia w całości albo w części wydatków na jego realizację lub poniesienia ich przez osobę trzecią, a podmiot publiczny zobowiązuje się do współdziałania w osiągnięciu celu przedsięwzięcia, w szczególności poprzez wniesienie wkładu własnego. Wniesienie wkładu własnego w postaci składnika majątkowego może nastąpić w szczególności w drodze sprzedaży, użyczenia, użytkowania, najmu albo dzierżawy.